# WWE Bash in Berlin
WWE Bash in Berlin fue un evento en vivo de lucha libre profesional producido por WWE. Se llevó a cabo el sábado 31 de agosto de 2024 en el Uber Arena de Berlín, Alemania, convirtiéndose en el primer evento premium celebrado por la empresa en dicho país. 

## Producción
El 25 de octubre de 2023, WWE anunció que celebraría su primer gran evento prémium en vivo en Alemania, llamado Bash in Berlin. El evento está programado para agosto de 2024 en el Uber Arena y contara con luchadores de las marcas Raw y SmackDown de la promoción. El evento se transmitirá en PPV tradicional en todo el mundo y estará disponible para transmisión en vivo en Peacock en los Estados Unidos y WWE Network en los mercados internacionales.

## Antecedentes
En King & Queen of the Ring, el 25 de mayo de 2024, Gunther derrotó a Randy Orton, ganado el King of the Ring y, con ello, una oportunidad titular por el Campeonato Mundial de Peso Pesado en SummerSlam. En dicho evento, realizado el 3 de agosto de 2024, Gunther derrotó a Damian Priest y ganó el Campeonato Mundial de Peso Pesado, siendo este su primer título mundial en el roster principal. Dos días más tarde, en Raw, mientras el nuevo campeón celebraba su victoria, apareció Orton a confrontarlo, asegurando que su victoria en King & Queen of the Ring no fue clara, porque el árbitro no vio que Orton tenía el hombro levantado al momento del conteo, y le propuso una lucha titular en Bash in Berlin, la cual fue aceptada por Gunther, quien aseguró que lo vencería limpiamente.
En SummerSlam, Cody Rhodes derrotó a Solo Sikoa en un Bloodline Rules Match y retuvo el Campeonato Indiscutido de WWE. En el episodio del 9 de agosto en SmackDown, cuando Rhodes iba a anunciar el siguiente oponente por su título, fue interrumpido por The Bloodline (Sikoa, Tama Tonga y Tanga Loa). Sikoa le exigió una revancha, pero Rhodes se negó, afirmando que no se lo merecía. Ante eso, The Bloodline amenazó con atacar a Rhodes, pero apareció Kevin Owens a apoyar al campeón. Tras la retirada de The Bloodline, Rhodes agradeció a Owens por todas las veces que lo ha defendido de The Bloodline y le dio una lucha titular en Bash in Berlin. Owens se mostró contrario, argumentando que no se lo merecía. Sin embargo, Rhodes insistió y dijo que iba a hablar con el gerente general de SmackDown, Nick Aldis, para hacer oficial el combate. Más tarde, esa misma noche, en backstage, Rhodes y Aldis hablaron sobre la lucha, pero Owens seguía negándose. Entonces, Aldis dijo que, como Owens se oponía, le daría una revancha a Roman Reigns. Owens, molesto ante esa idea, aceptó la propuesta, haciendo oficial el combate.
Tras WrestleMania 38, Edge se asoció con Damian Priest y Rhea Ripley para formar The Judgment Day. Sin embargo, tras la llegada de Finn Bálor, quien traicionó a AJ Styles a favor del grupo, en el episodio de Raw del 6 de junio del 2022 Edge fue expulsado del stable. Más tarde, The Judgment Day sumó a Dominik Mysterio, JD McDonagh y, como asociado, a Carlito. El grupo logró títulos y permaneció firme hasta SummerSlam 2024, donde Ripley perdió el combate titular contra Liv Morgan por Campeonato Mundial Femenino, por traición de Mysterio, y Priest perdió el Campeonato Mundial de Peso Pesado ante Gunther, también siendo traicionado por Bálor. Las semanas siguientes se conoció que tanto Priest como Ripley habían sido expulsados del grupo, enfrentándose ambas facciones en varias ocasiones hasta que en el Raw del 12 de agosto se hizo oficial un combate mixto de parejas entre los dos exintegrantes contra Morgan y Mysterio.
En SummerSlam, Drew McIntyre derrotó a CM Punk en una lucha que contó con Seth «Freakin» Rollins como árbitro invitado especial. Semanas antes del evento, McIntyre le había robado a Punk el brazalete que tenía los nombres de su esposa (AJ Lee) y su perro (Larry). Durante la lucha en SummerSlam, Punk recuperó el brazalete, pero lo dejó caer accidentalmente. Rollins lo recogió para quitárselo y Punk atacó a Rollins, pensando que Rollins lo estaba saboteando, lo que finalmente le costó la lucha a Punk. Tras esto, McIntyre volvió a robar el brazalete.  En el episodio del 12 de agosto de Raw, ambos se enfrentaron y terminaron con Punk azotando a McIntyre con un cinturón.  En el episodio siguiente, Punk anunció que el gerente general de Raw, Adam Pearce, aprobó una Strap Match en Bash in Berlin entre él y McIntyre, quien salió y aceptó el reto.
El 15 de junio en Clash at the Castle, The Unholy Union (Alba Fyre e Isla Dawn) derrotaron a las campeonas defensoras Bianca Belair y Jade Cargill, y al equipo de Shayna Baszler y Zoey Stark, a quienes cubrieron, para ganar el Campeonato Femenino de Parejas de WWE.  Durante las siguientes semanas, Belair y Cargill prometieron recuperar el título. En el episodio del 2 de agosto de SmackDown, Belair y Cargill derrotaron a Fyre y Dawn en una revancha por descalificación después de la interferencia de Blair Davenport. Dado que los campeonatos no cambian de manos por descalificación o conteo fuera a menos que se estipule lo contrario, Fyre y Dawn retuvieron.  El 23 de agosto, el gerente general de SmackDown, Nick Aldis, anunció que Fyre y Dawn defenderían el Campeonato Femenino en Parejas de la WWE contra Belair y Cargill en Bash in Berlin.

## Resultados
- Cody Rhodes derrotó a Kevin Owens y retuvo el Campeonato Indiscutido de WWE (23:16).[3]
  - Rhodes cubrió a Owens después de un «Cross Rhodes».
  - Después de la lucha, ambos se dieron un abrazo en señal de respeto.
- Bianca Belair & Jade Cargill derrotaron a The Unholy Union (Alba Fyre & Isla Dawn) y ganaron el Campeonato Femenino de Parejas de WWE (12:02).[6]
  - Cargill cubrió a Dawn después de un «Codebreaker» de Belair y un «German Suplex».
- CM Punk derrotó a Drew McIntyre en un Strap Match (19:15).[5]
  - Punk ganó la lucha después de tocar consecutivamente las 4 esquinas luego de aplicar cuatro «GTS» a McIntyre.
  - Antes de la lucha, McIntyre atacó a Punk.
- The Terror Twins (Rhea Ripley & Damian Priest) derrotaron a The Judgment Day (Liv Morgan & Dominik Mysterio) (14:20).[4]
  - Ripley cubrió a Morgan después de un «Riptide».
  - Durante la lucha, los otros integrantes de The Judgment Day (Finn Bálor, JD McDonagh & Carlito) interfirieron a favor de Morgan y Mysterio.
- Gunther derrotó a Randy Orton y retuvo el Campeonato Mundial de Peso Pesado (34:28).[2]
  - Gunther ganó la lucha después de dejar inconsciente a Orton con un «Sleeperhold».
  - Después de la lucha, ambos se dieron la mano en señal de respeto.
  - Si Orton ganaba la lucha, hubiera sido transferido a Raw y Gunther a SmackDown.